# 植田清次
植田 清次（うえだ せいじ、1902年7月18日 - 1963年10月30日）は、日本の哲学研究者。
兵庫県出身。早稲田大学卒。早大助教授、1946年、教授。1963年、「プラグマティズムの基礎的研究」で文学博士。授与は死去の日付。英米哲学。

## 著書
- 現代英米哲学  理想社 1941
- 経験的世界 経験の哲学への序説 同文館 1942
- 大哲学者思想と生活  同文館 1942
- 文明 白揚社 1943 (現代生活群書)
- 行動的世界 理想社 1946
- アングロサクスン哲学の伝統 その観念論的傾向の線に添うて 東京堂 1947
- 西田哲学とデューヰ哲学 光の書房 1947
- 現代西洋哲学 早稲田大学出版部 1948
- 経験論の哲学 1948 (平凡社全書)
- プラグマティズム 行動の哲学 白揚社 1949
- 分析哲学 その伝統と帰趨 紀元社出版 1956
- 論理学入門 思惟形式の記号化 関書院出版 1957
- 世界小旅行 平凡社 1960
- プラグマティズムの基礎的研究 早稲田大学出版部 1961
- 論理学概説 記号論理学への道 理想社 1963

## 編
- 戦争論 理想社出版部 1936
- 民主主義と哲学 統正社 1948
- 現代世界文学展望 統正社 1948
- 分析哲学研究論集 その1-5 早稲田大学出版部 1954-60

## 翻訳
- 国家論 ハロルド・ラスキ 理想社出版部 1932
- 確実性の論究 知識と行為との関係の一考察 ジョン・デユーヰ 理想社出版部 1936
- 思考の方法 ジョン・デュウイー 春秋社 1950
- 確実性の探究 ジョン・デュウイー 春秋社 1950
- 政治学入門 ラスキ 理想社 1952
- 哲学教室 第1-2部 ヴァージリアス・ファーム編 理想社 1955-56
- 反抗と陰謀 教育の自由 S.フック 東洋経済新報社 1956

## 参考
- 日本人名大辞典